# Dimitar Dimov
Dimitar Todorov Dimov, en búlgaro original Димитър Тодоров Димов (Lovech, 25 de junio de 1909-Bucarest, 1 de abril de 1966) fue un escritor búlgaro.
Doctor en medicina veterinaria y microbiólogo por la Universidad de Sofía, fue principalmente novelista y dramaturgo y vino a España en 1943 becado como científico por el Instituto de Histología Ramón y Cajal, y durante los trece meses que pasó allí aprendiendo anatomía del sistema nervioso hizo amistad con el escritor y eslavista español Juan Eduardo Zúñiga, a quien luego volvería a ver cuando este visitó en diversas ocasiones Bulgaria. Ya conocía la lengua española porque había vivido con judíos sefardíes y leyó a muchos autores españoles, empezando por Miguel de Cervantes y su Don Quijote; posteriormente redactó varios libros de viaje y otros escritos sobre España. De 1939 a 1946 trabajó como ayudante de anatomía en la Facultad de Medicina Veterinaria de la Universidad de Sofía; de 1946 a 1949 estuvo en el Departamento de Agricultura de Plovdiv y entre 1949 y 1952 en la Academia de Agricultura. A partir de 1953 fue profesor de anatomía, embriología e histología de los vertebrados en Sofía. Como escritor destacan sus novelas Tabaco (1951), descripción de la vida social y política búlgara entre 1930 y 1944 previamente a la subida al poder del Comunismo y sobre la cual hizo una película en 1962 Nicola Korabov; en esta obra se critica el egoísmo, el arribismo, la codicia y la explotación características de la sociedad de clases según la perspectiva socialista. Teniente Benz (1938) es una historia de amor fatal durante la I Guerra Mundial y Almas condenadas (1945) una trágica historia de obsesión apasionada de una joven inglesa disoluta con un fanático y reaccionario jesuita que tiene lugar en España durante la Guerra Civil, también llevada al cine en 1975 por el director búlgaro Vulo Radev. Entre sus piezas teatrales destacan Vacaciones en Arco Iris y Mujeres con pasado. En sus obras destaca especialmente el cuidado de la psicología de sus personajes.
- Datos: Q712741
- Multimedia: Dimitar Dimov / Q712741